# Sì, buana
Sì, buana — сороковой студийный альбом итальянской певицы Мины, выпущенный в 1986 году на лейбле PDU.

## Об альбоме
Данным альбомом певица продолжает сотрудничество с программой Паоло Файезе «Тридцать лет нашей истории» (итал. Trent’anni della nostra storia) об истории телекомпании RAI. Изначально альбом был издан на виниле, компакт-дисках и кассетах, причём продавался он и как двойной альбом, так и отдельными частями.
Пластинка поднялась на вершину альбомного хит-парада Италии, в годовом рейтинге она заняла 14 место, продажи альбома превысили отметку в 240 тысяч копий.

## Список композиций
| №                   | Название                      | Автор(ы)                                         | Длительность |
| ------------------- | ----------------------------- | ------------------------------------------------ | ------------ |
| 1.                  | «Bella senz’anima»            | Паоло Касселла, Риккардо Коччанте, Марко Луберти | 4:40         |
| 2.                  | «Che male fa»                 | Пьеро Кассано, Альдо Стеллита, Карло Маррале     | 4:20         |
| 3.                  | «Ancora»                      | Франко Мильяччи, Клаудио Маттоне                 | 4:22         |
| 4.                  | «Questo piccolo grande amore» | Клаудио Баглиони, Антонио Коггьо                 | 5:20         |
| 5.                  | «Grease»                      | Барри Гибб                                       | 3:20         |
| 6.                  | «E tu come stai?»             | Клаудио Бальони                                  | 5:09         |
| 7.                  | «Venus»                       | Робби ван Леувен                                 | 3:49         |
| 8.                  | «Buonasera dottore»           | Паоло Лимити, Шел Шапиро                         | 4:30         |
| 9.                  | «Io domani»                   | Джанкарло Бигацци, Джанни Белла                  | 4:40         |
| 10.                 | «Azzurro»                     | Вито Паллавичини, Паоло Конте                    | 4:02         |
| Общая длительность: | Общая длительность:           | Общая длительность:                              | 44:55        |

| №                   | Название                            | Автор(ы)                                         | Длительность |
| ------------------- | ----------------------------------- | ------------------------------------------------ | ------------ |
| 1.                  | «Un cucchiaino di zucchero nel thè» | Джанфранко Манфреди, Рики Джанко                 | 3:19         |
| 2.                  | «Via di qua»                        | Джорджо Калабрезе, Массимилиано Пани             | 4:51         |
| 3.                  | «Semplicemente tua»                 | Уго Николиччиа, Сандро Джельметти                | 5:03         |
| 4.                  | «Sotto il sole dell’Avana»          | Аделио Коглиати, Клаудиа Ферранди, Пьеро Кассано | 3:52         |
| 5.                  | «Ritratto in bianco e nero»         | Джорджо Калабрезе, Антониу Карлос Жобин          | 5:30         |
| 6.                  | «Cosa manca»                        | Аделио Кольяти, Пьеро Кассано, Массимилиано Пани | 4:00         |
| 7.                  | «Domande»                           | Риккардо Боргетти, Франко Серафини               | 4:28         |
| 8.                  | «L’altra metà di me»                | Пьерджорджо Бенда                                | 3:19         |
| 9.                  | «Ogni tanto è bello stare soli»     | Андреа Мингарди                                  | 4:43         |
| 10.                 | «Pomeriggio sonnolento»             | Джорджо Калабрезе, Рэнди Джексон                 | 3:25         |
| 11.                 | «Secondo me»                        | Джорджо Калабрезе, Риккардо Коччанте             | 2:07         |
| Общая длительность: | Общая длительность:                 | Общая длительность:                              | 45:16        |

## Чарты
| Чарт (1986)              | Высшая позиция |
| ------------------------ | -------------- |
| Италия (Musica e dischi) | 1              |

| Чарт (1986)              | Позиция |
| ------------------------ | ------- |
| Италия (Musica e dischi) | 14      |